# Neurotoma fausta
Neurotoma fausta är en stekelart som först beskrevs av Johann Christoph Friedrich Klug 1808.  Neurotoma fausta ingår i släktet Neurotoma, och familjen spinnarsteklar. Arten har ej påträffats i Sverige.